# Eburodacrys truncata
Eburodacrys truncata es una especie de escarabajo longicornio del género Eburodacrys, tribu Eburiini, subfamilia Cerambycinae. Fue descrita científicamente por Fuchs en 1956.

## Descripción
Mide 14,4-18 milímetros de longitud.

## Distribución
Se distribuye por Bolivia, Brasil y Paraguay.